# 恭慎夫人
恭慎夫人（1410年—1483年），一作恭順夫人，名韓桂蘭，朝鮮人，中國古代明朝明宣宗時期後宮女官。本貫清州，父韩永矴，母義城金氏，哥哥韓確（1403年－1456年）之女是朝鮮德宗之妃昭惠王后（仁粹大妃）。姐姐是中国明成祖的妃嬪韓麗妃，有宠，韓確以姊貴封为鸿胪寺少卿。

## 生平
明永樂八年（朝鮮太宗十年）四月九日誕生，1424年其姊韩丽妃被吊死殉葬。数年后明宣宗时期派人入朝鲜征求妃嫔，她因美貌又被哥哥韓確推荐入朝。韓桂蘭绝望地说，“卖一妹富贵已极，何以药为。”生病拒绝就医服药，但依然被哥哥送去，做了明宣宗的内廷女官。明宣宗去世后，未经临幸册封的朝鲜女子们被送回朝鲜。韩桂兰拒绝，留在中国。
韓氏入明朝後宮歷經四朝近五十七年，始終恭敬謹慎，然而突然得病。明朝皇帝派醫官細心醫治，但最終還是病逝，皇帝命太監王琚賜白金百萬及彩緞四表賜其諡號「恭慎」以示眾人韓氏的德行。明朝為韓氏舉辦浩大的喪禮，從皇太后到皇太子均有致赙禮以對韓氏的重視。韩桂兰很受宫人的尊重，嫔御以下咸拟曰女师，称为“老老”。明成化十九年〔朝鮮成宗十四年〕五月十八日，韓桂蘭病逝于北京，寿七十四岁，葬金山，吏部尚书万安撰墓表，户部尚书刘撰墓志铭。